# Acetyl-CoA
Acetyl-CoA (CH3COSCoA) is een co-enzym dat een rol speelt in de energiestofwisseling. Het vervult een  belangrijke biochemische rol in bijna alle levende cellen. De belangrijkste functie is het aanleveren van een acetylgroep aan het begin van citroenzuurcyclus. De acetylgroep wordt in deze cyclus stapsgewijs geoxideerd voor energieproductie. In de mens en andere eukaryoten vindt deze cyclus plaats in de mitochondriën.
Acetyl-CoA bestaat uit een β-mercapto-ethylamidegroep die via een amidebinding verbonden is met een pantotheenzuur (vitamine B5) en een gefosforyleerde ADP. De acetylgroep van acetyl-CoA is gekoppeld aan de sulfhydrylsubstituent van de β-mercapto-ethylaminegroep. In deze thio-esterbinding is relatief veel energie opgeslagen: het is een "hoge energie"-binding. Hydrolyse van de thio-esterbinding is sterk exergonisch (–31,5 kJ/mol). Om deze reden is acetyl-CoA een geschikte drager van biochemische energie.
Co-enzym A wordt geacetyleerd tot acetyl-CoA door de afbraak van koolhydraten tijdens de glycolyse, en door de afbraak van vetzuren tijdens bèta-oxidatie. Acetyl-CoA levert vervolgens de acetylgroep af aan de citroenzuurcyclus, waar deze acetylgroep in verschillende stappen geoxideerd wordt tot kooldioxide en water. De energie die daarbij vrijkomt, wordt opgevangen in de vorm van 11 ATP en één GTP per acetylgroep.

## Biologische functies
Acetyl-CoA is een tussenproduct van de energiestofwisseling, dat direct betrokken is bij verschillende metabole routes. Het wordt gevormd tijdens de afbraak van glucose, vetzuren en aminozuren en gebruikt bij de synthese van veel andere biomoleculen, waaronder cholesterol, vetzuren en ketolichamen. Acetyl-CoA is vooral bekend door zijn sleutelrol in de citroenzuurcyclus, een reeks chemische omzettingen die plaatsvinden in de mitochondriën van cellen, essentieel voor de productie van energie in de vorm van ATP.
Naast de rechtstreekse rol in stofwisseling is acetyl-CoA een precursor voor de biosynthese van verschillende acetylverbindingen, zoals de neurotransmitter acetylcholine en het hormoon melatonine. Acetyl-CoA is ook betrokken bij de regulatie van andere cellulaire mechanismen, zoals post-translationele acetyleringsreacties van eiwitten.

## Mechanisme
De reactie van acetyl-CoA met oxaalazijnzuur kan in een aantal stappen gesplitst worden:
- Een waterstofion wordt onttrokken aan de acetylgroep, waardoor een enolaat ontstaat. De lading daarvan wordt gedeeltelijk door het zuurstof- en koolstofatoom gedragen (resonantie).
- Het enolaat voert een nucleofiele additie uit op het koolstofatoom van de ketongroep, waardoor het koolstofskelet van citroenzuur ontstaat. Het proces is formeel een aldol-reactie.
- De thiol-ester wordt gehydrolyseerd, waardoor citroenzuur en thio-CoA vrijkomen.